# 恩里克·奧拉亞·埃雷拉
恩里克·奧拉亞·埃雷拉（西班牙語：Enrique Olaya Herrera，1880年11月12日—1937年2月18日），哥倫比亞政治人物，哥倫比亞自由黨成員。

## 生平
奥拉亚在1930年总统大选期间击败了保守党的吉列尔莫·巴伦西亚与阿尔弗雷多·巴斯克斯·科博，当选为哥倫比亞總統:213-214，至1934年卸任。